# David J. Lipman

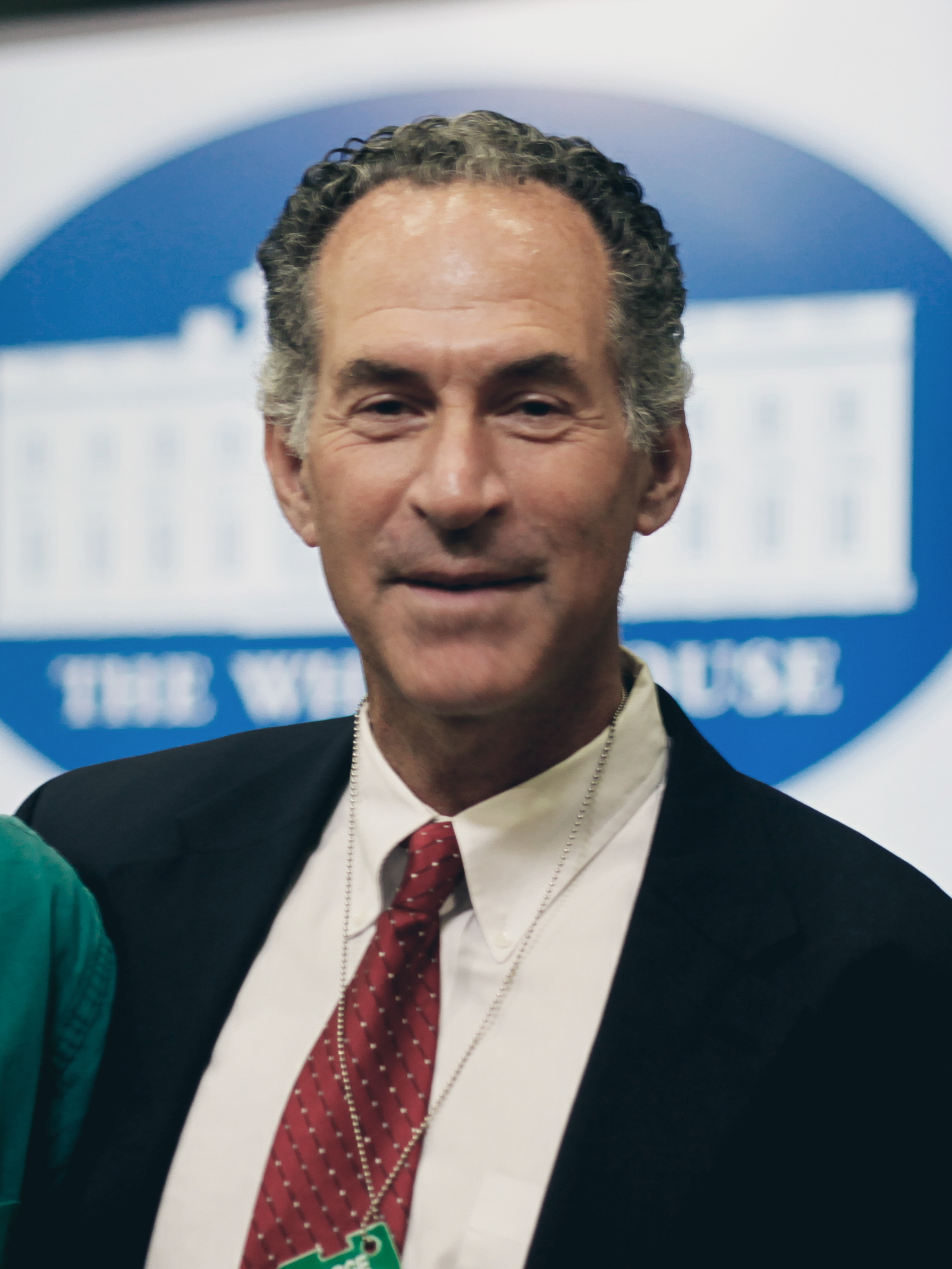
David J. Lipman (2013)

David J. Lipman (* 1954 in Rochester, New York) ist ein US-amerikanischer Biomediziner.

## Leben und Wirken
Lipman erwarb 1976 an der Brown University einen Bachelor in Biologie und 1980 an der State University of New York at Buffalo einen M.D. als Abschluss des Medizinstudiums. Nach kurzer Tätigkeit als Arzt wechselte er in die Abteilung für Mathematische Forschung am National Institute of Diabetes, Digestive, and Kidney Diseases (NIDDK) der NIH.
1989 wurde Lipman Direktor des 1988 gegründeten National Center for Biotechnology Information (NCBI), einer Einrichtung der National Institutes of Health (NIH) in Bethesda, Maryland. 2017 verließ er das NCBI und wurde Chief Science Officer des Unternehmens Impossible Foods, das pflanzenbasierte Fleischersatzprodukte entwickelt und herstellt. Diese Position hatte er bis 2019 inne.
Lipman ist heute (Stand 2023) wissenschaftlicher Berater (Senior Science Advisor in Bioinformatics and Genomics) im Zentrum für Lebensmittelsicherheit und angewandte Ernährungslehre der Food and Drug Administration (FDA).
David J. Lipman forschte auf den Gebieten der molekularen Evolution, der molekularen Epidemiologie und der vergleichenden Genomik. Er ist vor allem aber für seine Beiträge zur computerunterstützten Analyse biologischer Sequenzdaten bekannt (darunter DNA-Sequenzen und Protein-Sequenzen). Auf Lipman und Kollegen gehen zum Beispiel der BLAST-Algorithmus und der FASTA-Algorithmus zurück. Aber auch Datenbanken wie PubMed, PubMed Central, GenBank, Entrez Gene, SRA und RefSeq wurden unter seiner Leitung am NCBI implementiert.
Laut Datenbank Scopus hat Lipman einen H-Index von 68 (Stand Oktober 2023).

## Auszeichnungen (Auswahl)
- 2000 Mitglied des Institute of Medicine (heute National Academy of Medicine)[3]
- 2003 Mitglied der National Academy of Sciences[4]
- 2008 Mitglied der American Academy of Arts and Sciences[5][6]
- 2023 Warren Alpert Foundation Prize[7]